# Memoriał Bronisława Idzikowskiego i Marka Czernego 2006
Memoriał im. Bronisława Idzikowskiego i Marka Czernego 2006 – 39. edycja turnieju w celu uczczenia pamięci polskiego żużlowca Bronisława Idzikowskiego i Marka Czernego, który odbył się dnia 3 września 2006 roku. Turniej wygrał Grzegorz Walasek. Po zawodach rozegrano biegi pamięci Jerzego Baszanowskiego i Łukasza Romanka.

## Wyniki
- Częstochowa, 3 września 2006
- NCD: Andreas Jonsson - 67,07 w wyścigu 9
- Sędzia: Artur Kuśmierz

| Msc. | Zawodnik                  | Klub         | Pkt |              |  |
| ---- | ------------------------- | ------------ | --- | ------------ |  |
| 1    | (11) Andreas Jonsson      | Szwecja      | 15  | (3,3,3,3,3)  |  |
| 2    | (3) Piotr Świderski       | Wrocław      | 13  | (2,2,3,3,3)  |  |
| 3    | (1) Sebastian Ułamek      | Częstochowa  | 12  | (3,3,2,1,3)  |  |
| 4    | (2) Krzysztof Słaboń      | Toruń        | 11  | (1,3,3,1,3)  |  |
| 5    | (12) Michał Szczepaniak   | Ostrów Wlkp. | 10  | (2,2,2,3,1)  |  |
| 6    | (5) Sławomir Drabik       | Częstochowa  | 9   | (3,2,0,2,2)  |  |
| 7    | (13) Łukasz Jankowski     | Gniezno      | 9   | (2,d,3,2,2)  |  |
| 8    | (14) Robert Miśkowiak     | Leszno       | 8   | (3,0,2,2,1)  |  |
| 9    | (16) Mateusz Szczepaniak  | Częstochowa  | 8   | (1,3,1,1,2)  |  |
| 10   | (9) Borys Miturski        | Częstochowa  | 5   | (1,1,0,2,1)  |  |
| 11   | (6) Adrian Gomólski       | Gniezno      | 4   | (0,1,0,3,0)  |  |
| 12   | (4) Patryk Pawlaszczyk    | Rybnik       | 4   | (0,1,2,1,0)  |  |
| 13   | (10) Michał Mitko         | Rybnik       | 4   | (0,2,1,0,1)  |  |
| 14   | (8) Damian Romańczuk      | Częstochowa  | 3   | (2,0,1,0,wu) |  |
| 15   | (15) Mateusz Kowalczyk    | Częstochowa  | 2   | (0,0,0,0,2)  |  |
| 16   | (7) Rafał Osumek          | Równe        | 2   | (1,1,0,0,0)  |  |
| 17   | rez. Piotr Jędrzejkiewicz | Gdańsk       |     | (ns)         |  |

Bieg po biegu
1. [68,52] Ułamek, Świderski, Słaboń, Pawlaszczyk
2. [68,47] Drabik, Romańczuk, Osumek, Gomólski
3. [68,08] Jonsson, Michał Szczepaniak, Miturski, Mitko
4. [69,05] Miśkowiak, Jankowski, Mateusz Szczepaniak, Kowalczyk
5. [68,34] Ułamek, Drabik, Miturski, Jankowski
6. [69,50] Słaboń, Mitko, Gomólski, Miśkowiak
7. [67,66] Jonsson, Świderski, Osumek, Kowalczyk
8. [69,41] Mateusz Szczepaniak, Michał Szczepaniak, Pawlaszczyk, Romańczuk
9. [67,07] Jonsson, Ułamek, Mateusz Szczepaniak, Gomólski
10. [68,53] Słaboń, Michał Szczepaniak, Drabik, Kowalczyk
11. [68,23] Świderski, Miśkowiak, Romańczuk, Miturski
12. [68,92] Jankowski, Pawlaszczyk, Mitko, Osumek
13. [68,12] Michał Szczepaniak, Miśkowiak, Ułamek, Osumek
14. [67,95] Jonsson, Jankowski, Słaboń, Romańczuk
15. [67,49] Świderski, Drabik, Mateusz Szczepaniak, Mitko
16. [70,25] Gomólski, Miturski, Pawlaszczyk, Kowalczyk
17. [69,43] Ułamek, Kowalczyk, Mitko, Romańczuk
18. [68,94] Słaboń, Mateusz Szczepaniak, Miturski, Osumek
19. [68,40] Świderski, Jankowski, Michał Szczepaniak, Gomólski
20. [68,02] Jonsson, Drabik, Miśkowiak, Pawlaszczyk

### Bieg pamięci częstochowskiego toromistrza Jerzego Baszanowskiego
1. [68,73] Ułamek, Drabik, Romańczuk, Osumek

### Bieg pamięci Łukasza Romanka
1. [66,04] Jonsson, Świderski, Ułamek, Pawlaszczyk